# 颯手達治
颯手達治（さって たつじ、1924年6月13日-2009年)は、日本の作家。

## 略歴
北海道生まれ。慶應義塾大学中退。剣豪時代小説を多く書いた。息子は文学研究者の中澤千磨夫。「若さま」シリーズの書き手だが、城昌幸原作のものとは別物。

## 著書
- 『若様すごろく』大和出版 1958
- 『青春やんちゃ娘』雄文社 1958
- 『若さま太鼓』大和出版 1958
- 『若さま飛車』大和出版 1958
- 『紅ゆり小判』小説刊行社 1959
- 『若さま恋飛脚』小説刊行社 1959
- 『若殿隠密鷹』大和出版 1959
- 『浪人颯爽記』浪速書房 1959
- 『痩浪人一匹』浪速書房 1959
- 『むらさき若衆』大和出版 1959 「むらさき若殿」春陽文庫
- 『浪人旋風』浪速書房 1959
- 『恋獅子若衆』大和出版 1959
- 『お忍び屋敷』浪速書房 1959
- 『白粉駕籠』浪速書房 1959
- 『若様恋かぐら』小説刊行社 1959
- 『若さま恋頭巾』小説刊行社 1959 のち春陽文庫
- 『浪人慕情』浪速書房 1959
- 『若様風来剣』大和出版 1959
- 『若さま隠密帖』小説刊行社 1960 のち春陽文庫
- 『瓢箪侍』光風社 1960 「ひょうたん侍」春陽文庫
- 『庖丁侍』光風社 1960 「若さま包丁控」春陽文庫
- 『若衆花ごよみ』大和出版 1960
- 『ひまわり侍』光風社 1960
- 『若様めおと船』小説刊行社 1960
- 『若様恋のぼり』大和出版 1960
- 『若さま恋染帖』小説刊行社 1960
- 『幽霊大名』大和出版 1960
- 『さむらい牡丹』光風社 1960
- 『若様影法師』大和出版 1960 のち春陽文庫
- 『若様伝法』光風社 1960 のち春陽文庫
- 『若さま絵図』小説刊行社 1960 「若さま絵図帳」春陽文庫
- 『影八万騎』光風社 1960
- 『江戸の人』光風社 1961
- 『群狼の宿』光風社 1961
- 『江戸の鬼太郎』三洋出版社 1961
- 『満月武士道』光風社 1961
- 『修羅太鼓』光風社 1961
- 『白狐大名』小説刊行社 1961
- 『魚河岸一刀流』光風社 1961
- 『若さま紅笠』小説刊行社 1961
- 『隠密三代目』光風社 1961
- 『からっ風大名』青樹社 1962
- 『おかぐら大名』青樹社 1962
- 『炎の鷹』光風社 1962
- 『春風満願堂』光風社 1962
- 『朝あけ虹』青樹社 1962
- 『闇奉行』光風社 1962
- 『江戸の浮雲』光風社 1962
- 『初旅東馬先生』光風社 1963
- 『春風侍』光風社 1963
- 『入婿二百五十石』光風社 1963
- 『箱根八里』青樹社 1963
- 『お江戸日本橋』青樹社 1963
- 『東馬江戸日記』光風社 1963
- 『江戸の風月さん』青樹社 1963
- 『あかつき太鼓』光風社 1963
- 『青雲の剣』青樹社 1964
- 『居候太平記』青樹社 1964
- 『藤十郎勝負』青樹社 1964
- 『雲流れる剣』青樹社 1964
- 『春風峠』光風社 1964
- 『悪たれ記』青樹社 1965 「悪たれ若殿」春陽文庫
- 『ご秘蔵人一代』青樹社 1965
- 『甚九郎の太鼓 悪たれ快男児列伝』青樹社 1965
- 『糞ったれ 悪たれ豪快列伝』青樹社 1965
- 『地獄飛脚』青樹社 1965 のち春陽文庫
- 『坊ちゃん青春記』青樹社 1966
- 『籠ぬけ寅物語 悪たれ豪快列伝』青樹社 1966
- 『にぎり矢藤八 悪たれ豪快列伝』青樹社 1966
- 『坊ちゃん上京す』青樹社 1966
- 『天下のほら吹き』青樹社 1966
- 『道中師弥助の日記 悪たれ豪快列伝』青樹社 1966
- 『娘ひとり』青樹社 1967
- 『波の城』青樹社 1967
- 『刺客の森 蛤竜馬隠密帖』青樹社 1967
- 『砂の館 蛤竜馬隠密帖』青樹社 1967
- 『星の娘たち』青樹社 1967
- 『可愛い悪女』青樹社 1968
- 『愛する果実』青樹社 1968
- 『やまざる大名』(春陽文庫) 1969
- 『元禄の女たち』(サン・ポケット・ブックス) 春陽堂書店 1969 「女たちの忠臣蔵」(春陽文庫) 1981
- 『もう一人の小次郎』青樹社 1969 「おれは小次郎だ」(春陽文庫)
- 『若さま変化』(春陽文庫) 1973
- 『若さま風来坊』(春陽文庫) 1973
- 『若さま青春記』(春陽文庫) 1974
- 『若さま小天狗』(春陽文庫) 1974
- 『若さま旅日記』(春陽文庫) 1974
- 『若さま鬼面帳』(春陽文庫) 1975
- 『若さま居候』(春陽文庫) 1975
- 『真田幸村』(嵐の中の日本人シリーズ)成瀬数富絵. あかね書房 1975
- 『若さま犯科帳』(春陽文庫) 1975
- 『若さま刺客帳』(春陽文庫) 1976
- 『平将門』(嵐の中の日本人シリーズ)中沢正人絵. あかね書房 1976
- 『若さま東海道』(春陽文庫) 1977
- 『若さま獄門帳』(春陽文庫) 1977
- 『若さま御朱印帳』(春陽文庫) 1978
- 『源頼朝』(嵐の中の日本人シリーズ）成瀬数富 絵. あかね書房 1978
- 『若さま地獄旅』(春陽文庫) 1978
- 『若さま人別帳』(春陽文庫) 1978
- 『若さま中山道』(春陽文庫) 1979
- 『若さま秘殺帳』(春陽文庫) 1979
- 『若さま箱根八里』(春陽文庫) 1980
- 『若さま退屈帳』(春陽文庫) 1980
- 『若さま幽霊帳』(春陽文庫) 1980
- 『若さま幻魔帳』(春陽文庫) 1981
- 『若さま死神帳』(春陽文庫) 1981
- 『若さま独歩行』(春陽文庫) 1981
- 『若さま人生峠』(春陽文庫) 1982
- 『若さま大福帳』(春陽文庫) 1982
- 『若さま名奉行』(春陽文庫) 1983
- 『若さま奥州街道』(春陽文庫) 1983
- 『若さま白昼堂々』(春陽文庫) 1983
- 『若さま隠れん坊』(春陽文庫) 1983
- 『若さま拳骨伝』(春陽文庫) 1983
- 『若さま凱風快晴』(春陽文庫) 1984
- 『若さま殺人事件帳』(春陽文庫) 1984
- 『若さま妖怪退治』(春陽文庫) 1984
- 『若さま紋十郎伝奇 永楽堂殺人事件』(春陽文庫) 1985
- 『若さま陣太鼓』(春陽文庫) 1985
- 『若さま黄金大名』(春陽文庫) 1985
- 『若さま昼寝隠密』(春陽文庫) 1986
- 『若さま隠密三代目』(春陽文庫) 1986
- 『若さま居眠り将棋 菊堂殺人事件』(春陽文庫) 1986
- 『若さま江戸の一日』(春陽文庫) 1987
- 『若さま勇往邁進』(春陽文庫) 1987
- 『烏が啼けば人が死ぬ 燕万太郎浮世節』(春陽文庫) 1988
- 『插替奈落の殺人 若さま紋十郎事件帖』(春陽文庫) 1988
- 『「百物語」殺人事件 若さま紋十郎事件帖』(春陽文庫) 1989
- 『蜘蛛の巣殺人事件 若さま紋十郎事件帖』(春陽文庫) 1990
- 『若さま卍変化』(春陽文庫) 1990
- 『若さま運命峠』(春陽文庫) 1992
- 『若さま旅愁峠』(春陽文庫) 1995